# Cepari (okręg Aluta)
Cepari – wieś w Rumunii, w okręgu Aluta, w gminie Cârlogani. W 2011 roku liczyła 780 mieszkańców.